# Boyfriend
Boyfriend (jap. ボーイフレンド, Bōifurendo) ist eine Mangaserie der japanischen Zeichnerin Fuyumi Sōryō, die von 1985 bis 1988 in Japan erschien. Das Werk ist in die Genres Romantik und Drama einzuordnen und wurde als Fernsehanime adaptiert.

## Handlung
Der Schüler Masaki Takatō (高刀 柾), dritter von vier Söhnen, ist unbändig und gerät oft in Streits. Er war im Basketball erfolgreich, wurde aber wegen seines Verhaltens der alten Schule verwiesen und zerstritt sich mit seinem Vater. An der neuen Schule trifft er auf Kanako Yūki (結城 可奈子), die wegen ihrer Herzkrankheit zwei Schuljahre wiederholen muss. Bald verliebt sich Masaki in Kanako und ergreift die Chance, sein Leben zum Besseren zu verändern.

## Veröffentlichung und Auszeichnung
Der Manga wurde von November 1985 bis April 1988 im Magazin Shōjo Comics des Verlags Shōgakukan veröffentlicht. Die Einzelkapitel erschienen auch in zehn Bänden.
1988 wurde die Serie mit dem Shōgakukan-Manga-Preis der Kategorie Shōjo-Manga ausgezeichnet. Boyfriend gehörte zu den Serien, die zum 40. Geburtstag des Magazins 2008 teilweise kostenlos online zum Lesen zur Verfügung gestellt wurden.

## Adaption als TV-Special
Unter der Regie von Satoshi Dezaki und Unterstützung durch Yusaku Saotome wurde Boyfriend als gleichnamiges Anime-TV-Special adaptiert. Die Animation entstand dabei in dem von Dezaki gegründeten Studio Magic Bus. Yukari Kobayashi und Yuji Ikeda waren für das Character Design und die Animationsregie verantwortlich. Das Special hatte eine Länge von etwa eineinhalb Stunden und wurde auf dem Netzwerk von TV Tokyo am Abend (19:00–21:45) des 11. Januar 1992 erstmals ausgestrahlt. Am 1. Mai des Jahres wurde die TV-Fassung von Toshiba EMI auf VHS veröffentlicht. Eine leicht geänderte Fassung erschien einige Wochen später am 27. Mai 1992. Am 24. Februar 1993 wurde der Anime ebenfalls auf Laserdisc veröffentlicht.

### Synchronisation
| Rolle          | Japanischer Sprecher (Seiyū) |
| -------------- | ---------------------------- |
| Masaki Takatō  | Kōji Tsujitani               |
| Kanako Yūki    | Noriko Hidaka                |
| Sō Nakatsugawa | Kazuhiko Inoue               |
| Akira Sobue    | Kazuki Yao                   |
| Aki Togawa     | Yūko Mizutani                |
| Kanakos Vater  | Keaton Yamada                |
| Masao Takatō   | Kaneto Shiozawa              |
| Mami Hayashino | Chisa Yokoyama               |
| Megumi Hanyū   | Yumi Tōma                    |
| Tōru Ogi       | Kappei Yamaguchi             |

#### Musik
Vor den Vorspann wurde Sotsugyō Shashin (卒業写真) verwendet, gesungen von Nao Nakadai, welches ein Cover des gleichnamigen Hits von Yumi Arai ist. Im Abspann wurde der Titel Te no Uchi no Seiza (手の中の星座) gespielt, der ebenfalls von Nao Nakadai interpretiert wurde.